# Bill Coffin
Bill Coffin (Easton, 17 settembre 1970) è un autore di giochi e scrittore statunitense meglio conosciuto per i suoi lavori alla Palladium Books, dove fece significative contribuzioni a diverse delle sue serie, principalmente Palladium Fantasy, ma anche Heroes Unlimited e Rifts e creò il gioco Systems Failure.

## Carriera
Bill Coffin è stato un apprezzato autore di molti libri per la Palladium Books dal 1988 al 2002., dove contribuì alla seconda edizione del Palladium Fantasy Role-Playing, Rifts e Heroes Unlimited e scrisse un proprio gioco post-apocalittico, Systems Failure (1999), nel quale i timori del Millennium bug si avverano.
Comunque a causa di una divergenze editoriali con Kevin Siembieda, presidente e cofondatore della Palladium Books, riguardo a Rifts Coalition Wars, scritto insieme a Siembieda, lasciò la compagnia nel 2003. Al momento della sua partenza COffin era l'autore principale di sei titoli nello stadio finale di produzione. Venne successivamente retrocesso a secondo e terzo autore per due di questi volumi prima della loro pubblicazione, (Palladium Fantasy RPG—Land of the Damned Two: Eternal Torment e Wolfen Empire Adventure Sourcebook mentre gli altri quattro non furono pubblicati (Rifts Dimension Book Six: Cosmo-Knights, Hardware/Gizmos Unlimited: A Heroes Unlimited Sourcebook, Palladium Fantasy RPG—Land of the Damned Three: The Bleakness.
Nel marzo 2007 la West End Games annunciò che Bill Coffin stava lavorando su Septimus, un'ambientazione per il D6 Space, situata all'interno di una sfera di Dyson. Comunque a causa di problemi finanziari l'editore cancellò il progetto nel marzo 2008, per poi comunque pubblicarlo in formato PDF come Bill Coffin Septimus nel 2009. Questo fu l'ultimo prodotto della West End Games prima della sua chiusura definitiva.
Negli anni successivi si è dedicato alla scrittura di romanzi fantasy e di fantascienza.

## Opere

### Palladium Books
Heroes Unlimited:
- con Kevin Siembieda e W., Jr. Breaux, Heroes Unlimited G.M.'s Guide, giugno 1999, Palladium Books, ISBN 978-1-57457-035-9
- con Kevin Siembieda, Century Station: An Adventure Sourcebook for Heroes Unlimited, Second Edition (HU2E), febbraio 2000, ISBN 978-1-57457-040-3
- con Kevin Siembieda, Gramercy Island: An Adventure Sourcebook for HU2E, novembre 2000, ISBN 978-1-57457-055-7
- con W., Jr. Breaux e Kevin Siembieda, The Aliens Unlimited Galaxy Guide: A HU2E Sourcebook, maggio 2001, ISBN 978-1-57457-054-0

Palladium Fantasy Role-Playing Game
- con Kevin Siembieda, Palladium Fantasy Role-Playing Game, Second Edition (PFRPG) Book 8: The Western Empire, settembre 1998, ISBN 978-1-57457-015-1
- con Kevin Siembieda, PFRPG Book 9: The Baalgor Wastelands, marzo 1999, ISBN 978-1-57457-022-9
- con Kevin Siembieda, PFRPG Book 10: Mount Nimro—Kingdom of Giants, maggio 1999, ISBN 978-1-57457-028-1
- con Kevin Siembieda, PFRPG Book 12: Library of Bletherad, luglio 2000, ISBN 978-1-57457-047-2
- con Kevin Siembieda, PFRPG Book 13: Northern Hinterlands, giugno 2001, ISBN 978-1-57457-058-8
- con Kevin Siembieda, PFRPG—Land of the Damned One: Chaos Lands, dicembre 2001, ISBN 978-1-57457-059-5
- con Kevin Siembieda, PFRPG—Land of the Damned Two: Eternal Torment, giugno 2002, ISBN 978-1-57457-061-8
- con Erick Wujcik, Kevin Siembieda et al., Wolfen Empire Adventure Sourcebook, febbraio 2003, ISBN 978-1-57457-063-2

Rifts
- con Kevin Siembieda, W., Jr. Breaux, Rifts World Book 23: Xiticix Invasion, novembre 1999, ISBN 978-1-57457-031-1
- con Kevin Siembieda, F. DesRochers, Rifts World Book 22: Free Quebec, aprile 2000, ISBN 978-1-57457-030-4
- con Kevin Siembieda, Rifts Coalition Wars: Siege on Tolkeen (RCW)—Chapter One: Sedition, giugno 2000, ISBN 978-1-57457-045-8
- con Kevin Siembieda, Rifts Coalition Wars: Chapter Two: Coalition Overkill, agosto 2000, ISBN 978-1-57457-046-5
- con Kevin Siembieda, Rifts Coalition Wars: Chapter Three: Sorcerers' Revenge, ottobre 2000, ISBN 978-1-57457-050-2
- con Kevin Siembieda, Rifts Coalition Wars: Chapter Four: Cyber-Knights, dicembre 2000, ISBN 978-1-57457-051-9
- con Kevin Siembieda, Rifts Coalition Wars: Chapter Six: Final Siege, agosto 2001, ISBN 978-1-57457-053-3
- Kevin Siembieda e Bill Coffin (a cura di), Rifts Game Master Guide, settembre 2001, ISBN 978-1-57457-067-0
- Bill Coffin (a cura di), Rifts Book of Magic, ottobre 2001, ISBN 978-1-57457-069-4
- con Kevin Siembieda, Erick Wujcik, et al., Rifts Adventure Guide, febbraio 2002, ISBN 978-1-57457-072-4
- con Kevin Siembieda, Rifts Aftermath, 109 P.A.: Life After Tolkeen and a World Overview, aprile 2002, ISBN 978-1-57457-068-7
- con Kevin Siembieda, Rifts Dimension Book Five: The Anvil Galaxy—A Phase World Sourcebook, maggio 2002, ISBN 978-1-57457-019-9
- con Kevin Siembieda, A. Marciniszyn, et al., Rifts Bionics Sourcebook, settembre 2002, ISBN 978-1-57457-075-5
- con Kevin Siembieda, C.J. Carella, et al., Rifts Dark Conversions, dicembre 2002, ISBN 978-1-57457-079-3

Systems Failure
- con Kevin Siembieda, Systems Failure: A Complete Role-Playing Game, luglio 1999, ISBN 978-1-57457-038-0

Articoli su The Rifter (rivista della Palladium Books)
- Hook, Line & Sinkers for The Western Empire in The Rifter, ottobre 1998, n. 4, pp. 12–20, ISBN 978-1-57457-014-4. Materiale aggiuntivo per il Palladium Fantasy RPG.
- Long, Strange Trips: Writing Epic Campaigns for Palladium Fantasy in The Rifter, ottobre 1998, n. 4, pp. 23–33, ISBN 978-1-57457-014-4
- The Guns of Sulfur Gulch in The Rifter, n. 8, pp. 12–27, ISBN 978-1-57457-036-6. Avventura per System Failure
- Giga-Damage: The Next BIG Thing from Palladium in The Rifter: Y2K April Fool's Spectacular, aprile 2000, n. 9–1/2, pp. 10–17, ISBN 978-1-57457-042-7. Firmato come "Peter Ferkelberger".
- Official "Optional" Hook, Line & Sinker Adventures in The Rifter, n. 16, pp. 82–90, ISBN 978-1-57457-057-1. Materiale per Siege on Tolkeen

### West End Games
- Bill Coffin’s Septimus, agosto 2009, ISBN 978-1-932867-18-3. Pubblicato come PDF

### Romanzi
- Overmind, aprile 1995, Royal Fireworks Press, ISBN 978-0-88092-141-1
- Prime Mover, gennaio 1996, Royal Fireworks Press, ISBN 978-0-88092-349-1
- The Dark Britannia Saga, Volume I: Pax Morgana, agosto 2009, Reliquary Press, ISBN 978-0-9841833-0-2
- The Dark Britannia Saga, Volume II: Pax Arcadia, luglio 2011, Reliquary Press, ISBN 978-0-9841833-8-8